# Цона 167 (Фођа)
Цона 167 (итал. Zona 167) је насеље у Италији у округу Фођа, региону Апулија.
Према процени из 2011. у насељу је живело 142 становника. Насеље се налази на надморској висини од 55 м.